# Fritiof och Carmencita
Fritiof och Carmencita ("Fritiof y Carmencita"), también llamado "Samborombón", ("Samborombón, en liten by för utan gata...") es una canción sueca de 1937 de Evert Taube, publicada en su libro "Evert Taubes bästa". En la canción Fritiof Andersson cabalga al pueblo Samborombón y hasta una posada donde está la chica guapa, Carmencita, y tras encontrarse bailan un tango. Fritiof quiere casarse con Carmencita pero ella no lo acepta.